# 友聲社琴譜
《友聲社琴譜》，古琴谱。清代郑方撰辑。

## 琴谱简介
此谱在广州中山大学图书馆善本中发现《友聲社琴谱》一种，确实是清初抄本。此谱材料混杂。不著撰辑人名和年月，内有韻谷彚譜敘和鄭正叔先生較訂刪選嚴譜目，下列二十八个琴曲曲目.